# Donnie Darko 2 : L'Héritage du sang
Pour les articles homonymes, voir Darko.
Série
Donnie Darko
(2001)
Pour plus de détails, voir Fiche technique et Distribution.
Donnie Darko 2 : L'Héritage du sang (S. Darko: A Donnie Darko Tale) est un film américain réalisé par Chris Fisher et sorti en 2009. Il s'agit de la suite de Donnie Darko sorti en 2001.

## Synopsis
En 1995, sept ans après les évènements du premier film, Samantha Darko est en vadrouille avec son amie Corey. Elles atterrissent dans une petite ville de l’Utah, mais très vite des événements étranges se produisent dans la ville.

## Fiche technique
- Titre français : Donnie Darko 2 : L'Héritage du sang
- Titre original : S. Darko: A Donnie Darko Tale
- Réalisation : Chris Fisher
- Scénario : Nathan Atkins, d'après les personnages de Richard Kelly
- Production : Adam Fields et Ash R. Shah
- Photographie : Marvin V. Rush
- Montage : Kent Beyda (en)
- Décors : Alfred Sole
- Musique : Ed Harcourt
- Costume : Amy Jean Roberts
- Producteur : Ash R. Shah
- Budget : 10 000 000 $
- Langue originale : anglais
- Dates de sortie[2] :

 États-Unis : 12 mai 2009 (vidéo)
 France : 2 juin 2010 (vidéo)

## Distribution
- Daveigh Chase (VF : Kelly Marot) : Samantha Darko
- Briana Evigan (VF : Barbara Delsol) : Corey
- Ed Westwick (VF : Nessym Guetat) : Randy
- James Lafferty (VF : Alexandre Gillet) : Iraq Jack
- Jackson Rathbone (VF : Yoann Sover) : Jeremy
- Elizabeth Berkley : Trudy
- Matthew Davis (VF : William Coryn) : le pasteur John
- Zulay Henao : Baelyn
- Bret Roberts (VF : Cédric Dumond) : l'officier O'Dell
- Bob Lanoue : l'agent du FBI
- John Hawkes (VF : Patrick Osmond) : Phil
- Ryan Moat : Elder Moat / BBQ-Party Missionary
- Savannah Ostler : Barfing Girl / serveuse
- Walter Platz (VF : Bernard Tiphaine) : Frank, le garagiste

## Production
- Richard Kelly, réalisateur de Donnie Darko, a déclaré à propos de la suite de son film « Pour remettre les pendules à l'heure, voici quelques faits que j'aimerais partager avec vous. Je n'ai pas lu le script. Je ne suis en aucun cas impliqué dans ce film et ne le serai jamais. »
- Le rôle de Samantha Darko est repris par Daveigh Chase, tout comme dans Donnie Darko (2001).